# 日多温泉
日多温泉是位于中国西藏自治区拉萨市墨竹工卡县日多乡的温泉，该地位于墨竹工卡县城以东，318国道旁边，海拔4280米。该温泉临近日多寺。地表水温均在65℃以上，最高达83℃。